# National Museum of the Royal Navy Portsmouth
Das National Museum of the Royal Navy Portsmouth (deutsch „Nationales Museum der Königlichen Marine zu Portsmouth“, zuvor Royal Naval Museum, deutsch „Königliches Marinemuseum“) in der südenglischen Hafenstadt Portsmouth illustriert anhand von eindrucksvollen Original-Exponaten die dreihundertjährige Geschichte der Marine. Schwerpunkt ist naturgemäß die Geschichte der Royal Navy, also der Kriegsmarine des Vereinigten Königreichs. Das Museum ist Teil des National Museum of the Royal Navy (NMRM), des Dachverbands der britischen Marinemuseen.
In unmittelbarer Nähe des Museums liegt der Portsmouth Historic Dockyard (deutsch „Museumshafen Portsmouth“), in dem einige Museumsschiffe liegen. Dazu gehört die Victory, Nelsons Flaggschiff in der Seeschlacht von Trafalgar.

## Geschichte
Das Museum wurde 1911 begründet und hieß zunächst Dockyard Museum (deutsch „Werftmuseum“). 2010 wurde es Bestandteil des NMRM und erhielt seinen heutigen Namen.

## Ausstellungen
Das Museum befindet sich in drei historischen Lagergebäuden, von denen zwei aus den Jahren 1763 beziehungsweise 1776 stammen. Dazu benachbart im Freien liegen die HMS Victory und die HMS M33, ein Monitor von 1915, der an der Schlacht von Gallipoli teilgenommen hat. Im Inneren ausgestellt werden Originalartefakte der britischen Seefahrtsgeschichte. Dazu gehören das Trafalgar Sail (deutsch „Trafalgar-Segel“), das vermutlich größte Original-Überbleibsel der Seeschlacht von Trafalgar von 1805 sowie die am 7. August 2015 aus einer Tiefe von 2800 m geborgene Schiffsglocke des Schlachtkreuzers HMS Hood. Dieser war am 24. Mai 1941 beim Gefecht in der Dänemarkstraße durch das deutsche Schlachtschiff Bismarck versenkt worden.